# 魔法少女アイ参
『魔法少女アイ参』（まほうしょうじょアイさん）は、2008年12月19日にミルキーズピクチャーズ（colors）より発売された18禁アドベンチャーゲーム、及びそれを原作としたミルキーズピクチャーズ（ミルキープラチナレーベル）より発売のアダルトアニメ。
2018年現在、魔法少女アイシリーズ最後の作品である。

## 概要
魔法少女アイシリーズの続編にあたり、主人公、岡島秋俊と加賀野愛を巡るファンタジーアドベンチャーゲームである。前作・前々作の世界観を基に触手陵辱モノのエッセンスを多量に盛り込んでいる。
元々colorsブランドを運営していたヒューが活動停止となったため、第1作のアニメ版を発売した経緯からミルキーレーベル作品を製作発売しているミルキーズピクチャーズが正式に版権を取得、スタッフも旧colorsから移籍する形で開発された。

### 発売に関するトラブル
正式発売前にフライングで入手したユーザーが「未完成のまま発売されている」とネット上に報告した。具体的には、パッケージに記載されている必要ディスク容量と実際の容量が食い違っている、性的シーンでCGが全く表示されない、CGの枚数が極端に少ない、などである。
未完成のまま発売された理由について、メーカー側からは公式発表は出ていない。
発売当日夜に公式サイトにて「値段相応のボリュームに満たないとして購入したユーザーより不満が相次いだ事から、クオリティを向上させるための追加アペンドディスクを製作、配布する」と発表。その後、プロデューサー名で各部署への連絡伝達を怠ったことによって未完成となったことの謝罪文と、当該プロデューサーを降格、新プロデューサーによる新体制でアペンドディスクの製作及び2009年2月28日に配布を行うことを発表。同日に予告通りアペンドディスクの配送が行われ、翌3月1日から修正パッチのダウンロード配信を開始した。しかし、依然としてパッケージに記載されている「必要ディスク容量」とは食い違っており、「値段相応のボリューム」とは言いがたい。
その一方で、シナリオを手がけたマンサクは自身のウェブサイト上の掲示板にて「数日前に担当から、自分の担当分のテキストが丸ごと収録できなかった、と連絡を受けた」と明らかにしているなど、製作過程で何らかのトラブルがあったと見られている。

## ストーリー
前作のラストでシンとの戦いに敗れ、メグが連れ去られ、リンも姿を消した。アイと秋俊は2人の消息を追うも、行方は杳として知れないままだった。
1年が経ったある日のこと。予備校時代からの友人の紫と再会する。その出会いが事態を動かす発端となっていく。

## 主な登場人物
岡島 秋俊（おかじま あきとし）声：梅干丸夢千代（OVAのみ）
本シリーズの主人公。現在はアルバイトをしながら都内の大学に通い、その傍らアイと共に「ゆらぎ」が関わったと思われる事件やメグの行方を追っている。
アイ（加賀野 愛〈かがの あい〉）声：堀まなみ
本シリーズのヒロイン。向こう側の世界から「ゆらぎ」討伐のためにやってきた魔法戦士。シンに敗れてからはマユの過酷な調教により穴奴隷に堕とされ、ゆらぎたちの見世物にされていたが、リンに助け出される。現在は秋俊と生活を共にしつつ、「ゆらぎ」、そしてメグの行方を追っている。
OVA版では秋俊とアパートで同棲中。度重なる調教で戦闘力は以前より弱体化し、下級ゆらぎ相手に苦戦を強いられる。
望月 紫（もちづき ゆかり）声：野上奈々
秋俊の予備校時代からの友人。現在は秋俊とは別の大学に通っている。
九十九院 ユキ（つるしいん ユキ）声：岬友美
本作の新キャラクター。退魔師を受け継ぐ家系に生まれた女性。自らにも退魔の能力があるという。
リン（凛〈りん〉）声：笠原准
前作から登場した、高い能力を持つ魔法戦士。一年前に秋俊の部屋に転がり込んでからの馴染みの存在。しかし一年前の事件以後、マユに捕らわれていたアイを救出した後は秋俊の前から姿を消す。
メグ（加賀野 愛〈かがの めぐ〉）声：瀬野摩紀
向こう側の世界では「鬼神」「アンチェイン」と呼ばれる最強の魔法戦士。普段は温厚な性格だが、戦闘時は絶大な能力を誇る。シンを抹殺するため行動していたが、シンによって仕組まれた姦計に陥り、とらわれの身となる。
宮広 美景（みやひろ みかげ）声：白井綾乃
秋俊とは同郷で、かつてのクラスメートであり、地元の名士の令嬢。しかし、その実態は身体が「ゆらぎ」化している。一年前アイと死闘を繰り広げた後、姿を消す。
シン声：野人（OVAのみ）
向こう側の世界の「錬金術師」。昔メグとつきあっていたことがある。こちら側の世界で妹であるマユとともにある目的を果たそうとする。
マユ声：野上奈々
シンの妹で、メグの後輩に当たる元魔法戦士。昔ある事件で死ぬも、一年前リンのもつ膨大な魔力を元にシンの手によって復活する。純粋で無邪気であり、その感情の赴くまま行動し残忍さを見せる。
敗北したアイを穴奴隷に調教した。

## スタッフ
- 原画：黒木雅弘
- シナリオ：浅生詠、マンサク
- 販売：ミルキーズピクチャーズ

## アニメ版
『魔法少女アイ参 THE ANIME』、全3巻。
- Vol.1 魔法少女 再臨 2009年1月25日発売
- Vol.2 メグ見参 2009年3月25日発売
- Vol.3 魔法少女 光臨 2009年5月25日発売

## その他
日本のロックバンド・DIR EN GREYの「DIFFERENT SENCE」という曲のPVにアニメ版である本作の映像が一部使われている。